# Valeriana californica
Valeriana californica är en kaprifolväxtart som beskrevs av A. A. Heller. Valeriana californica ingår i släktet vänderötter, och familjen kaprifolväxter. Inga underarter finns listade i Catalogue of Life.